# ビルカの女性ヴァイキング戦士

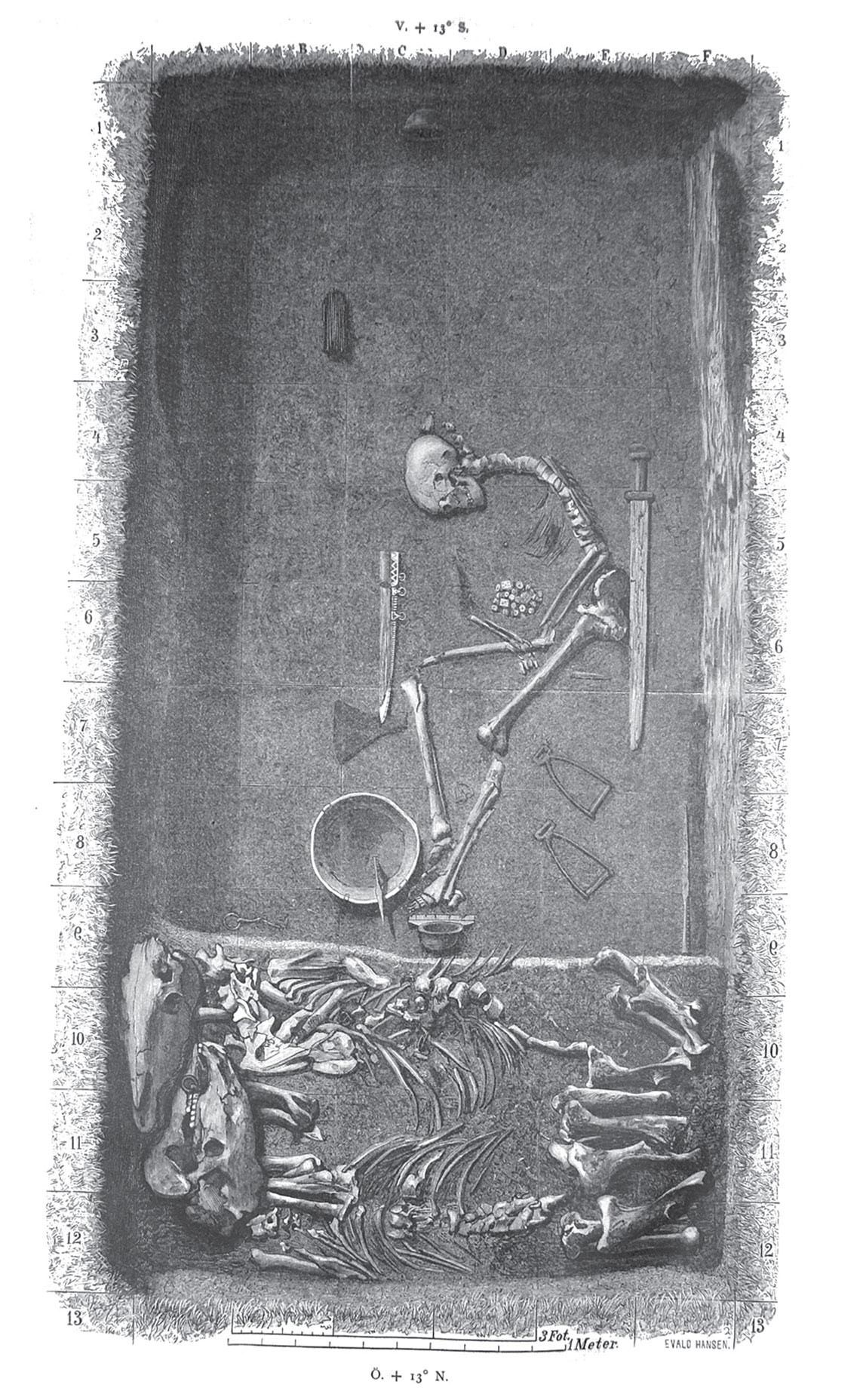
ビルカでヤルマル・ストルペによって発見され「Bj 581」と付票された墓のスケッチ。スウェーデン、1889年出版。

ビルカの女性ヴァイキング戦士（ビルカのじょせいヴァイキングせんし）とは、スウェーデンのビルカにある10世紀の木槨墓に、上流階級に属し、ヴァイキングを生業とする戦士の装備と共に埋葬された女性である。1889年の発掘以来この遺骨は男性と考えられていたが、2017年の骨学的分析とDNA検査によって女性であることが判明している。この調査では、女性と共に埋葬された遺品が彼女が高い地位にあるプロの戦士であることの証拠と結論づけている。男性上位のヴァイキング文化において副葬品が女性を戦士だったとする証拠にはならないとする考古学者や歴史家は、この結論は短絡的すぎると反論している。この論争は、ヴァイキング社会において女性が果たした性別による役割についての議論に寄与している。

## 考古学的記録

### 最初の発掘
考古学者で民族誌学者のヤルマル・ストルペ（1841年 - 1905年）は、こんにちのスウェーデン領であるビェルケ島のビルカにあるヴァイキング時代の遺跡の考古学調査の一環で、1870年代に戦士の木槨墓を発見した。1889年、ストルペはその墓をBj 581.として記録した。この墓は「ヴァイキング時代のものでもっとも象徴的な墓のひとつ」と考えられてきた。墓は巨大な石岩を特徴とし、駐屯地と直接接する高台で発見された。墓室は木製で長さ3.45メートル、幅1.75メートルだった。遺体は銀糸の装飾を施した絹の服を着て、座った姿勢で発見された。墓で見つかった埋葬品は「2つの盾と剣1振り、斧1振り、槍1本、徹甲矢尻、戦闘ナイフ1振り、そして2頭の馬で、牝馬1頭と去勢馬1頭だった。以来128年の間、この遺骨は「戦闘で鍛えられた男性」と考えられた。この戦士はリヒャルト・ワーグナーの「ワルキューレの騎行」の描写と比較されている。

### 白骨化した遺体の再調査
1970年代の研究で、この遺骨を男性と決めてかかっていることに疑問が持たれていた。2014年のストックホルム大学の生物考古学者アンナ・シェルシュトレーム（Anna Kjellström）が行った骨の骨盤と下顎の骨学的な分析により、これが女性の墓である証拠が得られた。この説に懐疑的な考古学者は、前世紀の間に遺骨を誤って分類したか、近くにある他の墓から遺骨が混入した可能性について言及した。
シャルロッテ・ヘデンスティエルナ＝ユーンソン（Charlotte Hedenstierna-Jonson）が指導する2017年9月に発行された研究報告は、シェルシュトレームの「骨学的分析はヴァイキングにおける性や性的役割、そしてアイデンティティに関する疑問の引き金となった」と記述している。ヘデンスティエルナ＝ユーンソンの研究チームは、Bj.581に葬られた人物の歯と腕の骨から採取した標本からDNAを抽出した。Maja Krezwinska によると、最終的にこの骨には女性の持つX染色体はあったが、Y染色体は存在しないことが分かった。
研究の結論は「Bj 581に埋葬された人物は初めて確認された高い地位にある女性のヴァイキング戦士」という物議を醸すものだった。執筆者は研究の手法についての追加情報と結論を再確認する第二報の論文をAntiquityに公開し、批判に応えた。
she resolved on a hard course and flung off her cloak;
she took a naked sword and fought for her kinsmen's lives,
思い切った手立てをとろうと考え、外套をかなぐりすて、

### 出土品の分析
墓の埋葬品を分析により、墓にはゲーム盤と駒のセットがあったことが分かり、彼女が戦略的思考を持ち「彼女が戦闘で兵士を率いる司令官であること」を示す証拠であると考えられた。「ガーディアン」は「ゲームの駒、おそらくチェスの前身であるネファタフル（hnefatafl）はBj.581から発見された女性戦士が、戦いの戦略家だったことを示唆する」と報じた。シェルシュトレームによれば、ゲームの駒と共に葬られる戦士は少数であり、これは戦略的思考を示唆する」ものである。また、これは彼女が軍の階級制に属していたことを示す証拠としている。「ワシントンポスト」は「この戦士は実際のところ女性だった。そして女性であるばかりでなく、『ゲーム・オブ・スローンズ』に登場する古代のタースのブライエニーのような、ヴァイキングの女性戦士、楯の乙女でもあった。考古学者 David Zori は「13世紀の『ヴォルスンガ・サガ』などの多くのヴァイキング・サガで、男性の戦士と共に戦う「楯の乙女」について語られている」と注記した。

## 解釈
研究者はヴァイキングの墓の調査結果の複雑な解釈に同意していない。ヴァイキング研究のジュディス・ジェシュ教授は、Bj 581に埋葬された骨が女性なのは、1889年の墓の発掘以降に他の墓の骨と混ざった可能性があること、ゲームの駒が副葬品とされていたことだけで女性が戦士だったとするのは短絡的であること、女性の遺体が最終的に戦士の墓に入ったことについて、他の理由を考慮していないことなどを指摘し強く反駁した。
ヘデンスティエルナ＝ユーンソンの論文は著者たちは「ヴァイキング研究者は武器を持つ女性の介在をなかなか認めたがらないでいる」とし「ビルカのBj.581は、高い地位にある男性の精巧な墓の一例として持ち出されてきた」と注記し、さらに「家父長制の社会における男性の戦士のイメージは、研究伝統と現代の先入観により補強されたと結論づけた2011年のマリアンヌ・ムン（Marianne Moen）の研究を引用した。
ヘディスティエルナ＝ユーンソンの研究チームは、骨と共に埋葬された武具の背景を含め、性別を同定できるかについての疑問を検討した。「墓の内部における副葬品の分布と女性の空間的な位置関係と女性特有の副葬品の欠如」は、故人の家族のものか「現在は失われた」男性の墓にあった可能性を示すものかを議論した。「武器は必然的に戦士であることを決定するのか？」著者たちは遺体と副葬品と関連性を判断することを強調し「被葬者の生物学的な性別にこだわらずに同じようなやり方で行われるべきだ」とした。
考古学における男性中心主義に注目しながら女性戦士に関する証拠についての疑問にコメントした後、ある評者はこう書いている。
本質的な疑問、興味深い疑問は、Bj 581が女性だったことが何を意味するか?これがヴァイキング社会がどのように構成されたかについて何を我々に教えてくれるのか?Bj581は独特なのか、それとも彼女は神話の中にほとんどが追いやられた類の女性を示すものなのか？そしてこれは暴力的な紛争がどのように見られ体験されたことについて何を教えてくれるのか？ということである。ヘディスティエルナ＝ユーンソンおよびそのほかの研究者は、我々が自身を何者であると考えるかを反映させるのではなく、彼らが何者であるかを研究すれば、実際はそれが複雑で豊かで、魅力的な人間社会であったと想起させることを、調査的疑問全てを明らかにすることで示したのだ。—Holly Norton、The Guardian
ヘディスティエルナ=ユーンソンの研究論文は「古代の文物におけるゲノミクスと同位体分析そして考古学の組み合わせは、過去の社会におけるジェンダーや流動性、職業パターン社会的組織に対する理解の書き換えに寄与することが可能である」というコメントで締めくくられている。ルンド大学のスウェーデンの歴史家ディック・ハリソンは「過去40年を通じて起きた考古学的調査は、フェミニスト研究によって加速されて、女性もまた司祭や指導者になったことを発見している…。これにより我々は歴史を書き換えるをことを強いられている」と注記している。

## ヴァイキング時代の他の情報源に見る女性戦士
女性の戦士像はヴァイキングにとって異質なものではなく、そうした女性の描写の例はいくつかあり、そこで彼女らは武器を巧みに扱っている。

### 神話学
北欧神話では、ヴァルキュリャと呼ばれる超常的な女性の戦士の一団が描写される。この女性の一団は、古エッダでヴァルハラにいる守護者、そして戦場で死を割り当てる役割を演じると言及される。彼女らが戦う描写はめったに無いが、槍で武装している。
盾の乙女は男性の特徴と立ち居振る舞いを引き受ける女性戦士で、男性のような身なりをして武器を携える。彼女たちがそのようにする理由は家族の成員に男性がいないか、結婚から逃れているからである。

### 図像学
オーセルベリ・タペストリーにはヴァイキング時代の女性のような衣服に身を包んだ、擬人化された人物が槍と剣を持つ姿が描かれる。
デンマークのティスー（Tissø）では武装し騎乗した女性と考えられるものを描写した一連のブローチが発見されている。
デンマークのホービュー（Hårby）で発見された立体像は、剣と盾を持つヴァイキング時代の女性を描写したものと考えられる。公にはヴァルキュリャとして受け入れられているが、北欧神話にはヴァルキュリャが剣を振りかざす描写は見られない（彼女らが選ぶ武器は槍である）。これはこの像が人間の女性戦士を表している可能性があるのではないかという疑問を提起する。

### 文学
サクソ・グラマティクスは自著『デンマーク人の事績』で男装し武器をあつかう女海賊を描写する。
サガ文学にもこうした例は多数見られる。『グリーンランド人のサガ』のフレイディースは人を操るのに長けていて貪欲だった。旅の道連れを騙しフレイディースは続けて5人の女性を斧で殺害する。
「ラックサー谷のひとびとのサガ」のアウズの物語では、彼女がいつも男性のズボンをはいていたために夫が別の女性のもとへ去ったと書かれている。彼女は復讐を決意し、男性のような身なりで夫を剣で刺した。「ラックサー谷のひとびとのサガ」には他の全てのサガと比べてもっとも幅広い女性が登場するが、これはおそらく女性の読者を意識したものと考えられる。女性は社会的役割を制限されて生活をしていたため、こうした描写は幻滅した人生に別の可能性をもたらすものだった。
「ヘルヴォルとヘイズレク王のサガ」のヘルヴォルはアンガンチュールの唯一の子供だった。彼女は早い時期から伝統的な女性に課された仕事よりも武器の扱いに適性を示した。彼女は父親の意に反して家伝の剣を振るい、男性的な冒険を続けた。彼女が落ち着いて子供を持つと男子の家系が復活し、アンガンチュールは持てなかった息子に権力を与えた。